# Turóc vármegye
Turóc vármegye közigazgatási egység volt a Magyar Királyság északi részén, utolsó székhelye Turócszentmárton volt. Területe jelenleg Szlovákia része.

## Földrajz
A vármegye területe tulajdonképpen a Turóci-medence, amelyet mindenhol a Kis-Fátra hegység csoportjai vesznek körül. Legfontosabb folyói a Vág és a Turóc. A vármegye a Magyar Királyság legkisebb vármegyéi közé tartozott.
Északról Trencsén és Árva, keletről Zólyom, Liptó és Árva vármegyék, délről Bars, nyugatról pedig Nyitra vármegye határolta.

## Történelem
Turóc megye területén a népvándorlás korából  öt földvárat ismerünk: Visegrád, Prékopa, Jeszen, Szklabinya és Blatnica környékén. Ezek a földvárak voltak az itt élő szláv lakosság központjai. A magyar honfoglalás a szláv központok életében nem hozott változást, a lakosság falvai nevét megőrizte és átvitte a Magyar Királyság korába. A medence déli részére telepedett le a magyarság legelőször. A Divék nemzetség alapította meg Turócban az első keresztény egyházat, a szentmáriait (Kisszocóc). Turóc a zólyomi uradalom része. Visegrád vára a 13. században elveszítette jelentőségét, neve a környező hatalmas erdőség nevévé vált. Szklabinya első említése 1309-ből származik. 
A vármegye a 15. században alakult. 1918-tól gyakorlatilag, 1920-tól pedig hivatalosan is Csehszlovákia területéhez tartozott. Az I. bécsi döntés nem érintette a vármegye területét. 1993-tól Szlovákia része.

## Lakosság

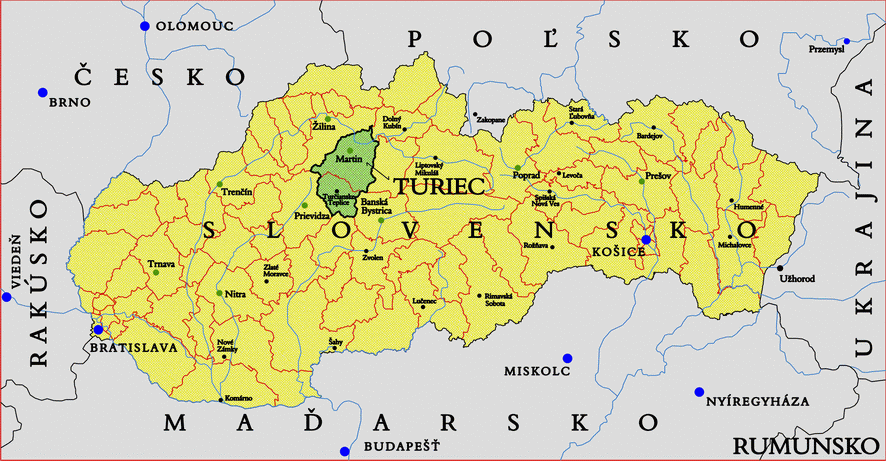
Az egykori Turóc vármegye fekvése a mai Szlovákián belül

A vármegye összlakossága 1910-ben 55 700 személy volt, ebből:
- 38 432 szlovák (68,99%)
- 10 993 német (19,73%)
- 5 560 magyar (9,98%)

## Közigazgatás
A vármegye két járásra volt felosztva:
- Stubnyafürdői járás, székhelye Stubnyafürdő
- Turócszentmártoni járás, székhelye Turócszentmárton